# Жечиця-Земянська
Жечиця-Земянська (пол. Rzeczyca Ziemiańska) — село в Польщі, у гміні Тшидник-Дужий Красницького повіту Люблінського воєводства.
Населення — 883 особи (2011).
У 1975-1998 роках село належало до Тарнобжезького воєводства.

## Демографія
Демографічна структура станом на 31 березня 2011 року:
|          | Загалом | Допрацездатний вік | Працездатний вік | Постпрацездатний вік |
| -------- | ------- | ------------------ | ---------------- | -------------------- |
| Чоловіки | 468     | 85                 | 330              | 53                   |
| Жінки    | 415     | 67                 | 240              | 108                  |
| Разом    | 883     | 152                | 570              | 161                  |